# Gare de Châbons
Gare de Châbons vasútállomás Franciaországban, Châbons településen.

## Vasútvonalak
Az állomást az alábbi vasútvonalak érintik:
- Lyon-Perrache-Grenoble-Marseille-vasútvonal

## Kapcsolódó állomások
A vasútállomáshoz az alábbi állomások vannak a legközelebb:
- Gare de Virieu-sur-Bourbre (Lyon-Perrache pályaudvar)
- Gare du Grand-Lemps (Gare de Marseille-Saint-Charles)